# Puqui
Puqui ist eine Ortschaft im Departamento Oruro im Hochland des südamerikanischen Anden-Staates Bolivien.

## Lage im Nahraum
Puqui ist größte Ortschaft des Kanton Villa Esperanza im Municipio Salinas de Garcí Mendoza in der Provinz Ladislao Cabrera. Die Ortschaft liegt auf einer Höhe von 3797 m direkt nördlich des Cerro Lahoca (4222 m) fünfzehn Kilometer nördlich vom Salzsee Salar de Uyuni.

## Geographie
Puqui liegt auf dem bolivianischen Altiplano zwischen der Cordillera Occidental im Westen und der Cordillera Central im Osten.
Das Klima ist arid, der Jahresniederschlag beträgt nur 200 mm (siehe Klimadiagramm Salinas de Garcí Mendoza), bei einer ausgeprägten Trockenzeit von April bis November mit nur sporadischem Niederschlag; nur im Sommer von Dezember bis März fallen nennenswerte Niederschläge zwischen 20 und 70 mm im Monat. Die mittlere Durchschnittstemperatur der Region liegt bei etwa 4,5 °C und schwankt nur unwesentlich zwischen 0 °C im Juli und 7 °C im Januar. 

## Verkehrsnetz
Puqui liegt in einer Entfernung von 245 Straßenkilometern südwestlich der Departamento-Hauptstadt Oruro.
Von Oruro aus führt die Nationalstraße Ruta 1 über eine Strecke von 116 Kilometern in südlicher Richtung durch die Städte Machacamarca und Poopó nach Challapata. In Challapata zweigt die Ruta 30 nach Südwesten ab und führt nach 30 Kilometern über Santiago de Huari zum Río Laca Jahuira. Unmittelbar nach Überquerung des Flussbetts zweigt eine Landstraße in westlicher Richtung ab, die über Santuario de Quillacas und Bengal Vinto nach Tambo Tambillo und weiter nach Salinas de Garcí Mendoza führt.
Zehn Kilometer südwestlich von Tambo Tambillo passiert die Straße den Vulkankrater des Jayu Quta, und nach weiteren fünf Kilometern zweigt eine unbefestigte Landstraße in südlicher Richtung ab und führt über Chalhua und Catuyo weiter nach Puqui.

## Bevölkerung
Die Einwohnerzahl der Ortschaft ist im vergangenen Jahrzehnt nahezu unverändert geblieben:
| Jahr | Einwohner         | Quelle       |
| ---- | ----------------- | ------------ |
| 1992 | keine Detaildaten | Volkszählung |
| 2001 | 271               | Volkszählung |
| 2012 | 274               | Volkszählung |
| 2024 |                   | Volkszählung |

Die Region weist einen hohen Anteil an Aymara-Bevölkerung auf, im Municipio Salinas de Garcí Mendoza sprechen 85,3 Prozent der Bevölkerung die Aymara-Sprache.